# Zodarion luctuosum
Zodarion luctuosum är en spindelart som först beskrevs av O. Pickard-Cambridge 1872.  Zodarion luctuosum ingår i släktet Zodarion och familjen Zodariidae.
Artens utbredningsområde är Israel. Inga underarter finns listade i Catalogue of Life.